# Fuente Dorada
La Fuente Dorada fue una fuente pública de la ciudad de Valladolid (España). Fue el epónimo de la plaza que lleva ese mismo nombre situada en un lugar cercano a la plaza Mayor: la plaza de Fuente Dorada. Se construyó en 1618 bajo la dirección de Diego de Praves, arquitecto maestro de obras del Ayuntamiento y estaba abastecida por el viaje de aguas de Argales. Esta fuente tuvo muchos cambios y remodelaciones a través de los siglos. De la primitiva fuente no queda nada (aparte de la estatua de Don Purpurino conservada en Tamariz de Campos), tan solo alguna descripción como la que da Ventura Pérez en su Diario de Valladolid. El último cambio estructural fue en 1998 bajo la dirección del arquitecto Fernando González Poncio; este arquitecto no solo planificó la plaza sino que construyó una nueva fuente (esta vez ornamental) con el título de «Alegoría de los gremios».

## Historia

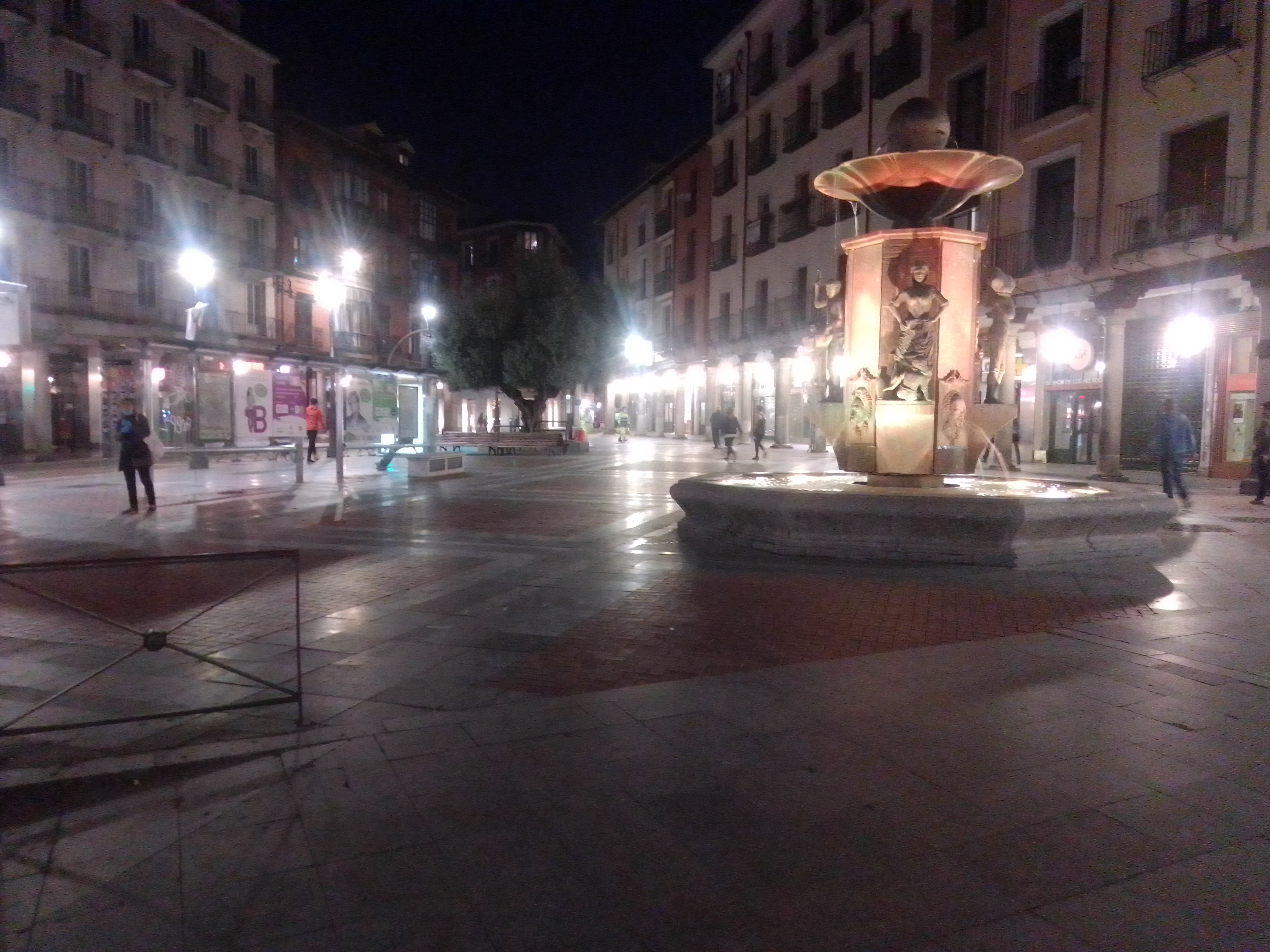
Nueva fuente en la plaza de Fuente Dorada, llamada «Alegoría de los gremios». Vista nocturna en el año 2020

En el siglo XVI la zona existente entre lo que se conocía como Gallinería Vieja y Rinconada era muy concurrida sobre todo en horas de mercado con un continuo ir y venir de gente, comerciantes unos que exponían su género bajo los soportales, compradores otros, talleres cuyos artesanos trabajaban a la vista de los viandantes y sacaban sus obras a la calle, curiosos, ciegos pregonando sus coplas a la venta, incluso empleados del Ayuntamiento que tenían la obligación de vigilar los pesos y medidas y eran responsables de que los ciudadanos hicieran buen uso de las fuentes que se instalarían en los primeros años del siglo XVII en aquel lugar. Estaba prohibido lavar en ellas y estaba prohibido que los animales se acercasen a beber. Las dos fuentes, la Dorada y la de la Rinconada se hicieron muy necesarias para esta población descrita.
En marzo de 1616 por acuerdo del Ayuntamiento se pidió a Diego de Praves que pensara en el diseño y obra de una fuente para la Gallinería Vieja. En 1618 el trabajo estaba hecho y el agua proveniente de Argales ya corría por sus caños. De ese primer diseño de la fuente no quedan datos ni planos ni dibujos pero queda una descripción que Ventura Pérez hizo a mediados del siglo XVIII con motivo de los cambios y arreglos que hubo que hacer en ella. La fuente primitiva tenía como remate ornamental una bola y una aguja ambas doradas por lo que desde el principio empezó a llamarse «fuente dorada».
En este siglo se tenía muy en cuenta además el embellecimiento de la fuente que no solo servía para proporcionar el agua sino como ornato para la ciudad y toda dedicación para mantenerla activa era poca, de ahí que en la segunda mitad del siglo se le dedicaran importantes obras de conservación y embellecimiento. Se fabricaron dos rejas nuevas para su entorno y se restauraron dos delfines de piedra, se agregó un florero y la estatua de la primavera (dorada). Todo ello tuvo que ser restaurado después de algunos años en especial la estatua de la primavera que había quedado sin cabeza pues un muchacho se la había arrancado de una pedrada por lo que durante un tiempo se llamó la «fuente de la primavera sin cabeza»
El historiador Manuel Canesi también en el siglo XVIII dedicó un buen párrafo a esta fuente de la que dice que es una de las principales:

Tiene una taza de piedra muy preciosa y en su círculo muchas bolas y rejas. Ocupa el centro de una Plazuela, que llaman de los Espaderos y Pretineros; en la calle de Teresa Gil, que está inmediata a ella hay un arca a mano derecha en una esquina, embebida en la pared de las casas, con una puerta de hierro con su guarnición; en ella hay 4 conductos o caños, por el primero sube el agua a la Clavija, por el segundo es conducida a la Fuente de la Rinconada, por el tercero a la de la Espadería, y el cuarto no sirve; porque se hizo con intento de que fuese el agua por él a la plazuela del Almirante de Castilla y, como no prosiguió la obra, aunque la cañería está sacada hasta fuera de la pared a la calle, y no más, no se pudo dar el gusto cumplido a la Real Casa.
Manuel Canesi

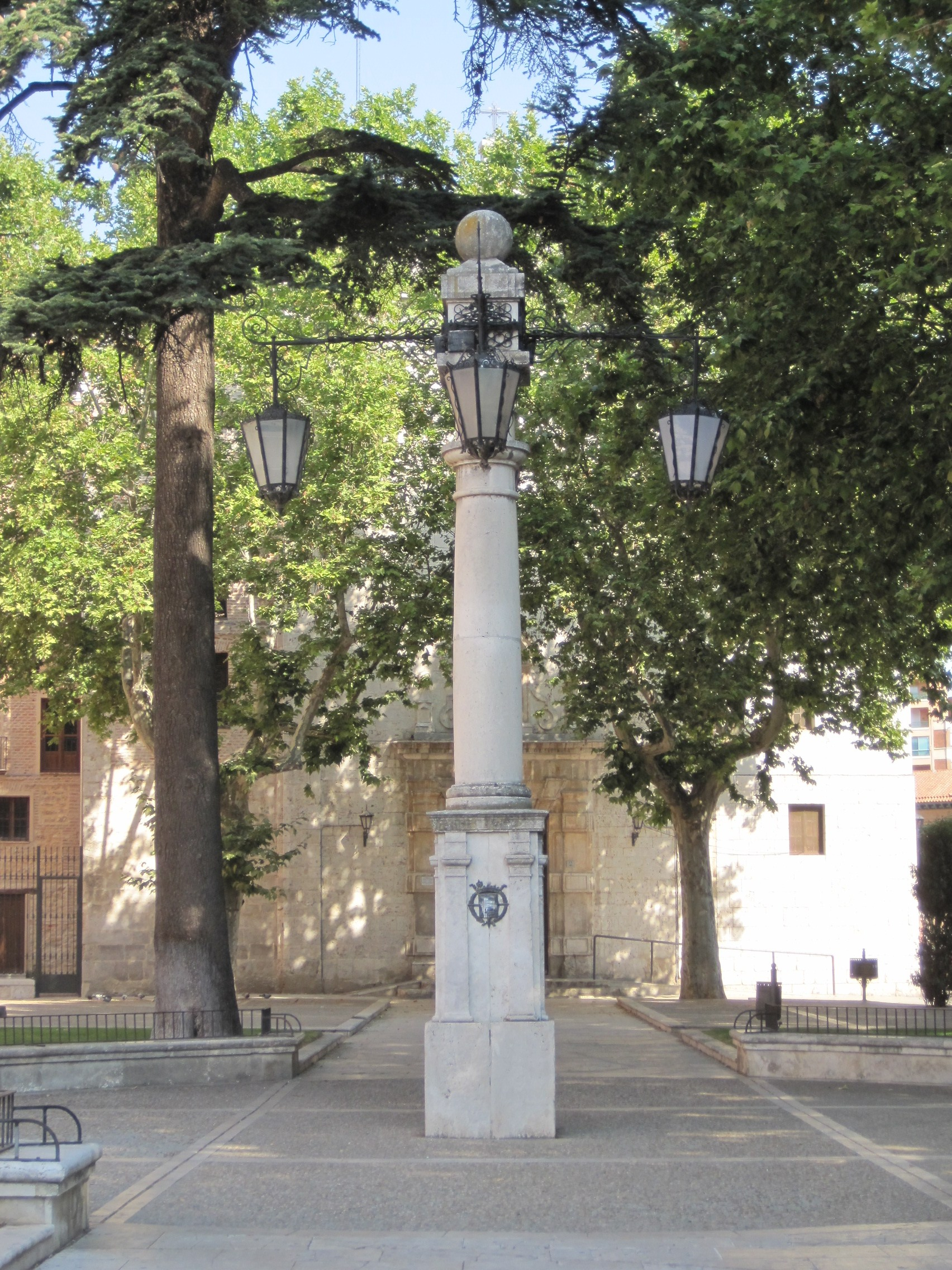
Farola y luminarias de la fuente Dorada instaladas en la década de 1950 para sustituir a Don Purpurino. Tras la remodelación de 1998, fue reinstalada en la plaza de la Trinidad.

Pasados los años se desmontó la estatua de la primavera cuyo paradero se desconoce. En su lugar se puso un jarrón. En 1840 dedicaron a la fuente nuevas reformas y la adornaron con la estatua del dios Apolo; dos años más tarde se añadió el zócalo de piedra y reja de hierro. Por aquellos años la fuente gozaba de cuatro caños: dos para la vecindad, uno para los militares y uno para los aguadores. Este ornato duró pocos años y en 1876 ya no existía la estatua de Apolo que fue sustituida por una columna y una farola. Tampoco este adorno fue el definitivo pues llegado el siglo XX, en 1949, el Ayuntamiento retomó el tema de engalanarla con una estatua apropiada y se aprovechó el regalo de una reproducción de algún dios griego, posiblemente Hermes que se pintó de purpurina para seguir haciendo honor al nombre de fuente Dorada. La sorna popular bautizó al personaje con el nombre de Don Purpurino y durante muchos años la fuente se conoció así: Fuente de Don Purpurino. Este último intento no tuvo buena acogida y cuatro años después don Purpurino bajó de su pedestal y viajó hasta un pueblo de la provincia en una de cuyas plazas se puede contemplar (sin fuente). Después de don Purpurino se quedó la estructura de la fuente y sobre ella una columna de piedra y una farola con cuatro luminarias. Este conjunto es el que se conserva en la plaza de la Trinidad. En la década de 1970 se desmontó por completo la arquitectura de la fuente hasta que aprovechando la remodelación del espacio en 1998 la nueva plaza estrenó también nueva fuente que es la que se conserva.
Esta nueva fuente —llamada «Alegoría de los gremios»— fue diseñada y realizada por el escultor Fernando González Poncio (que diseñó también la plaza). Todos sus adornos están dedicados a la historia de los distintos modelos de años anteriores: pilón ochavado, mascarones, representación de los oficios que hubo en el pasado en su entorno, con una dedicación especial a la mujer que con su cántaro llevaba el agua a su hogar.

## El dios Apolo
El diarista vallisoletano Hilarión Sancho en su sección dedicada al año 1840 dedicó unas palabras a la fuente Dorada y su inauguración. Hizo una descripción del momento.

Año de 1840

18 Sábado, julio 1840: Al toque general de campanas se puso de manifiesto una estatua de piedra sobre el pedestal de la Fuente Dorada, habiendo quitado de este una gran piedra que figuraba una tinaja. La estatua representa al dios Apolo.
Hilarión Sancho

La estatua de Apolo se trasladó en andas desde el domicilio del pintor Pedro González Martínez que vivía en la antigua calle del Obispo (más tarde calle Fray Luis de León). Era una casa-palacio donde su propietario guardaba obras de arte muy valiosas que había ido acumulando a lo largo de los años.

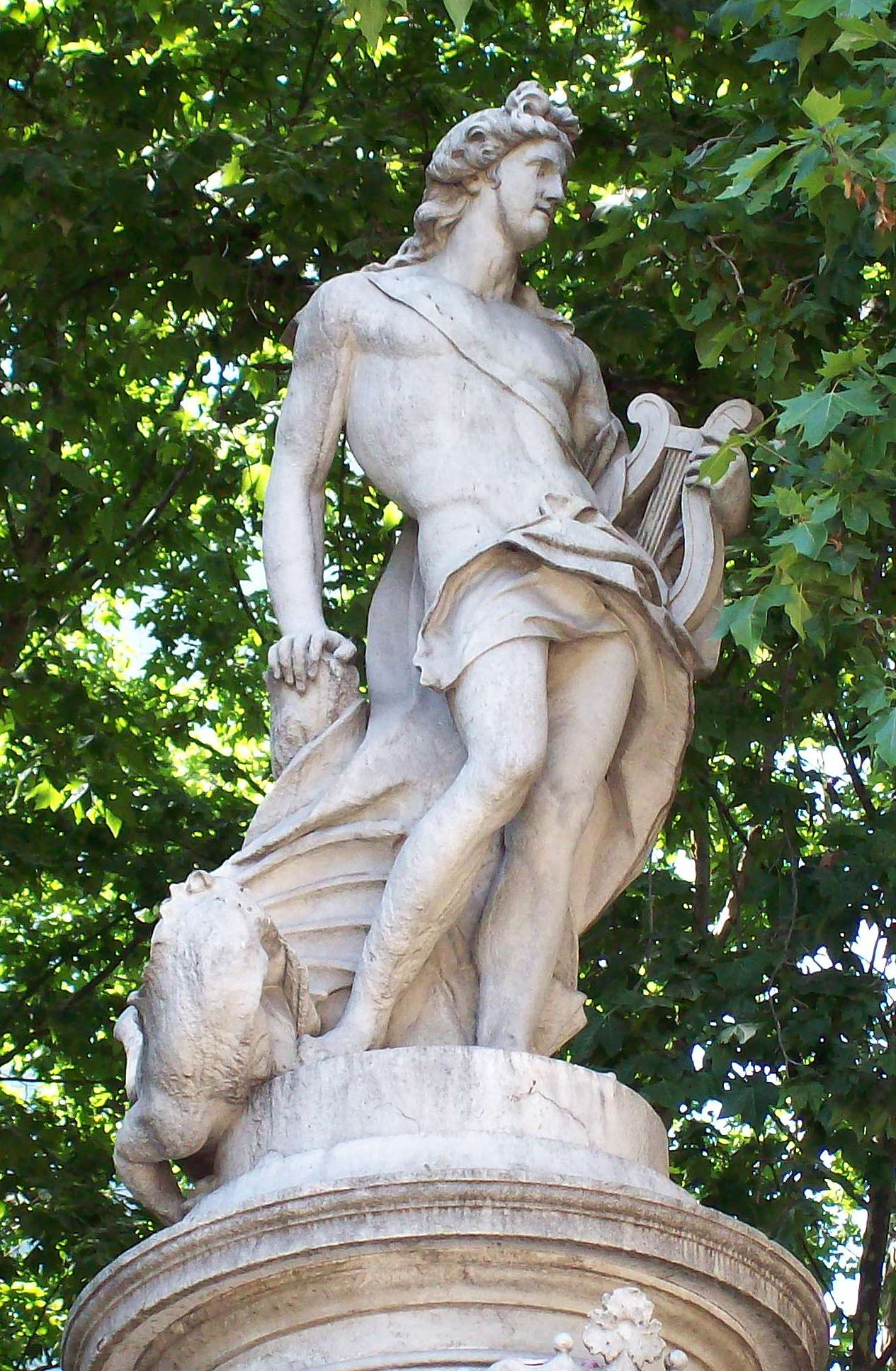
Apolo en la fuente de Madrid

 La colocación en su pedestal supuso algunos desperfectos en el jarrón que servía de adorno y también algunos daños en la cañería que el Ayuntamiento tuvo que reparar con un coste de 1.815 reales y 14 maravedíes. Se sabe que la estatua estuvo dorada por los documentos de los gastos del Ayuntamiento en los que se describe que emplearon 7 libras de albayalde, 5 de aceite de linaza, 325 panes de oro. Dos años más tarde, en julio se colocó un zócalo de piedra y unas verjas de hierro pintado de negro con 8 remates de bronce. Así, con estos adornos quedó la escultura del dios Apolo en la fuente Dorada pero duró pocos años, desapareció sin dejar rastro y sin tener noticia de su paradero. En 1876 ya no existía.
Se puede tener una idea de cómo era esta fuente gracias al hallazgo de una fotografía en formato estereoscópico con un pie de foto equivocado que dice «Plaza Ferdinand à Tolède». En ella se ve al dios sobre un pedestal de planta cuadrada que seguramente perteneció a la fuente anterior; el dios tiene una lira, su atributo como dios de la música y va acompañado de la serpiente Pitón. Esta estatua según se muestra en la fotografía tiene un cierto parecido con el Apolo obra de 1797 de los escultores Manuel Francisco Álvarez de la Peña y Alfonso Giraldo Bergaz, situado en el Paseo del Prado de Madrid.

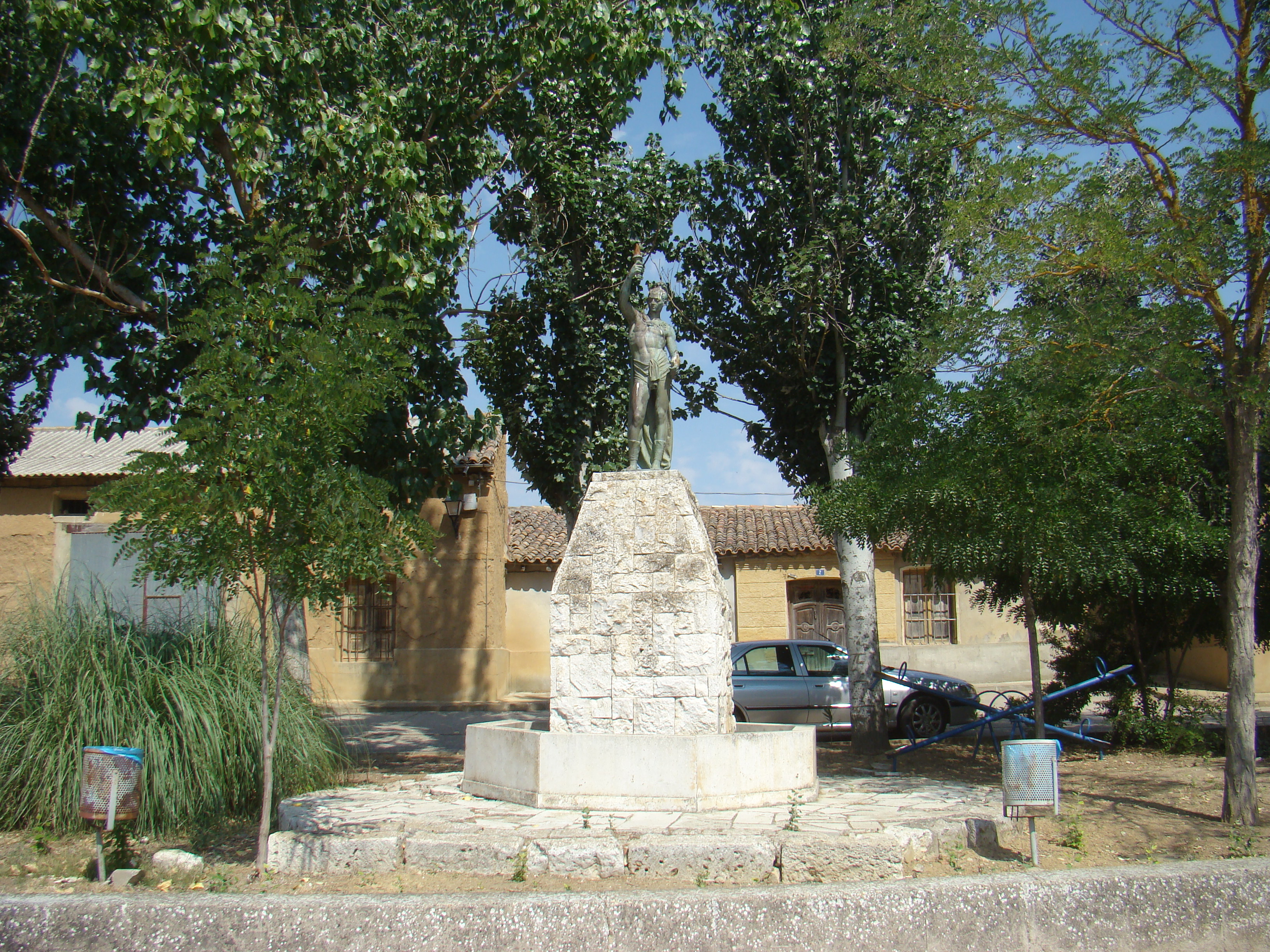
Estatua de Don Purpurino en Tamariz de Campos

## Don Purpurino
Esta estatua, que representa al dios griego Hermes, se instaló en la fuente el 19 de agosto de 1949. Pertenecía al palacio conocido en Valladolid como Palacio de Villena que por entonces era la sede del Gobierno Civil. Se encontraba en una hornacina del zaguán. La obra es de fundición y no tiene firma. Cuando se llevó al lugar de la fuente para su emplazamiento se pintó con purpurina (los panes de oro resultaban demasiado caros) para que siguiera con el apellido de «Dorada». Pero nunca gozó del favor del público que enseguida la bautizó con el mote de «Don Purpurino», siendo motivo de mofa y burla y considerada impúdica, en vista de lo cual el 26 de noviembre de 1951 el Ayuntamiento decidió sacar la estatua de su pedestal y retirarla. En 1953 se cedió como adorno al Ayuntamiento de Tamariz de Campos. Allí se conserva en la plaza llamada Corro de San Antón, aunque en un estado de progresivo deterioro: su superficie ha ido adquiriendo un color verdoso fruto de la oxidación y en alguna ocasión ha llegado a perder la mano izquierda.